# Acraea salambo
Acraea salambo är en fjärilsart som beskrevs av Grose-smith 1887. Acraea salambo ingår i släktet Acraea och familjen praktfjärilar. Inga underarter finns listade i Catalogue of Life.